# Кас (окръг, Мичиган)
Вижте пояснителната страница за други населени места с името Кас.
Окръг Кас (на английски: Cass County) е окръг в щата Мичиган, Съединени американски щати. Площта му е 1316 km², а населението - 51 104 души (2000). Административен център е село Касополис.